# Cannobio
Cannobio (Canoeubi in lombardo) è un comune italiano di 5 032 abitanti della provincia del Verbano-Cusio-Ossola in Piemonte.
È un comune frontaliero con la Svizzera, situato sulla riva nord-occidentale del Lago Maggiore e allo sbocco della Valle Cannobina; l'estensione del comune è molto elevata, circa 51 km², dovuta al numero di frazioni distribuite nella zona.
Negli anni dal 2002 al 2005, 2007, 2010, dal 2011 al 2013, dal 2015 al 2020 e nuovamente dal 2022 al 2025 è stato insignito del prestigioso riconoscimento ambientale della FEE, la Bandiera Blu. Il comune è stato insignito, dal 2011, della Bandiera arancione dal Touring Club Italiano

## Geografia fisica

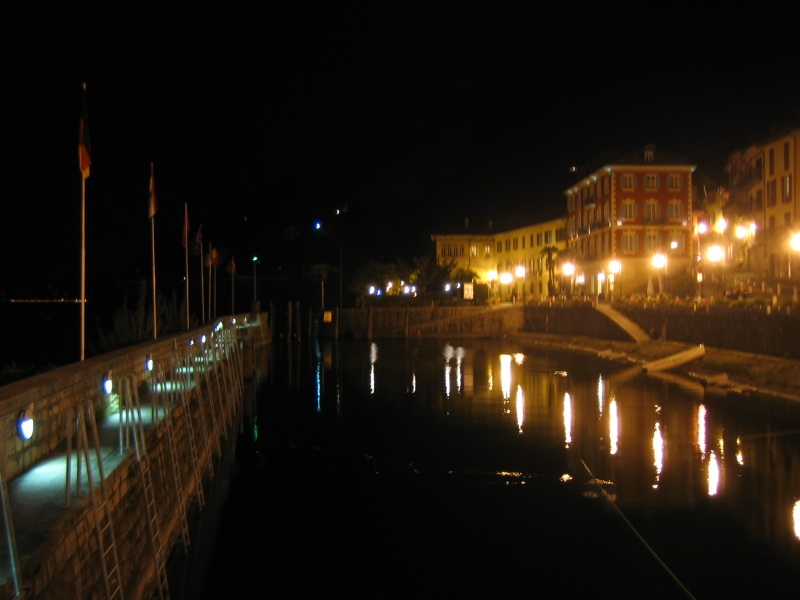
Lungolago.

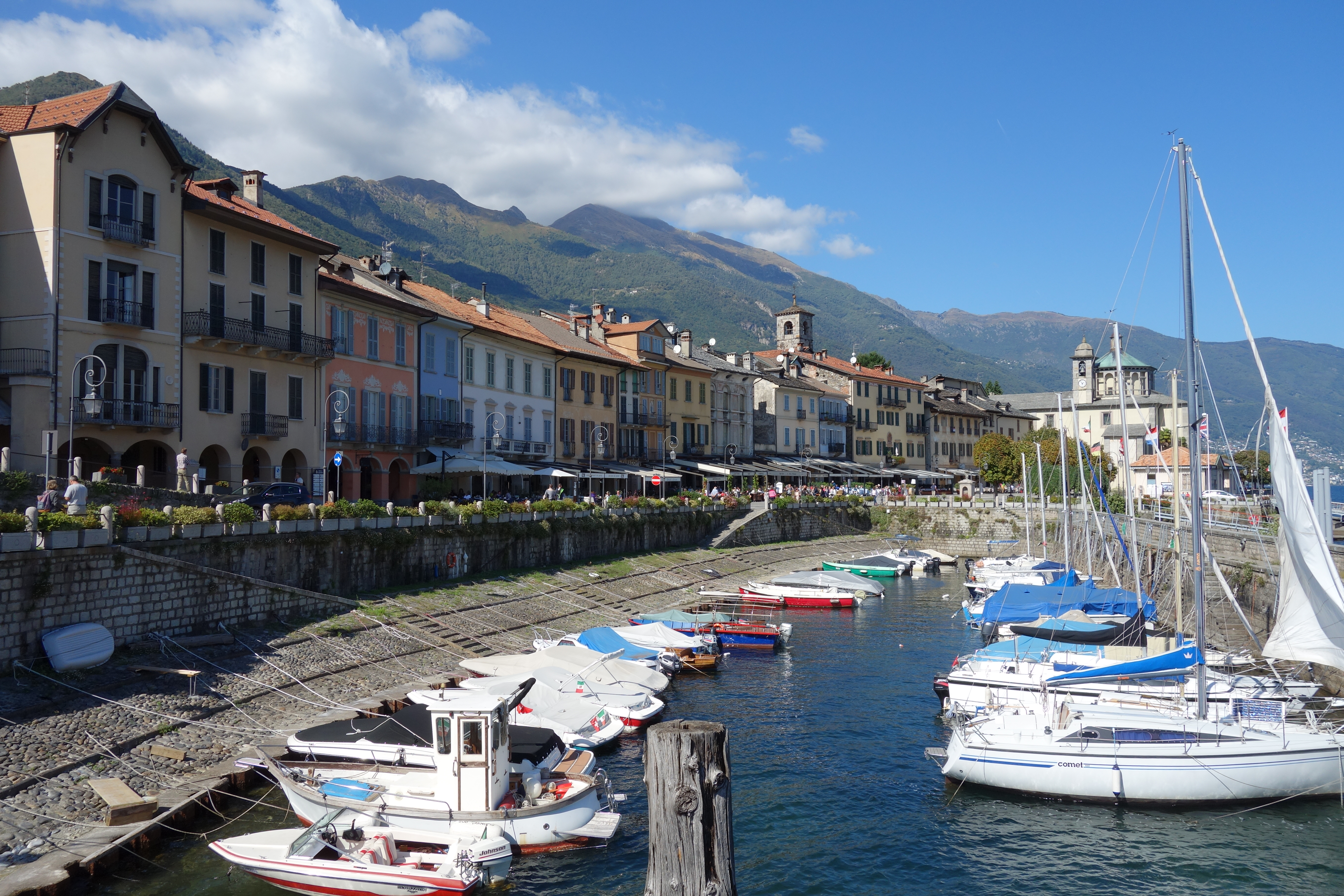
Marina con il panorama di Cannobio

Il centro abitato di Cannobio capoluogo si affaccia sul Lago Maggiore ed è separato dalla sua frazione principale, Traffiume, dal torrente Cannobino che nasce nell'alta valle omonima sfociando poi nel lago.
Le frazioni di Carmine Superiore e di Carmine Inferiore sono situate circa 2 km prima dell'abitato principale, provenendo da Verbania; Socraggio e Pianoni (praticamente un ex alpeggio con ora molte case di vacanza) si trovano in Valle Cannobina, ben distanti dal centro; Sant'Agata sopra Cannobio, Cinzago, Ronco, Socragno e Campeglio si trovano verso la Svizzera e ci si arriva tramite una strada comunale; a Marchille invece ci si giunge tramite un sentiero a piedi; San Bartolomeo Valmara si trova appena sopra la SS 34, al km 38,200, e ci si arriva tramite una strada comunale; infine Piaggio Valmara si trova praticamente al confine di Stato con la Svizzera.

## Storia
Ufficialmente dal 1992, ma effettivamente dal 1994, Cannobio fa parte della Provincia del Verbano-Cusio-Ossola, scorporata dalla Provincia di Novara.

Dal 2006, Cannobio, in virtù della sua vocazione turistico-economica, ha avuto il riconoscimento ufficiale dello status di città.

(Nell'immagine: La via principale intitolata ad A. Giovanola).
Il paese ha origine antiche, forse preromane; lo dimostrano alcune sepolture a incinerazione, tornate alla luce tra il XVI e il XVII secolo nei pressi dell'attuale via Campo Rezio.
A Cannobio sono state ritrovate alcune tombe romane del secolo II, una necropoli romana venne ritrovata il secolo scorso a Gurro e ritrovamenti simili sono stati registrati a Finero.
Dopo l'annessione all'Impero Romano del nord Italia e delle vallate alpine (I secolo a.C.), Cannobio fu certamente un centro commerciale e strategico e sede di una flotta lacustre.
L'origine romana del borgo la si può trovare grazie all'identificazione, oggi piuttosto difficile, del cardo e del decumano, tipico dell'accampamento romano, tra le vie Antonio Giovanola e Campo Rezio, dove sorgeva la residenza del comandante della guarnigione. Non si hanno notizie precise sul cambiamento del paese durante il crollo dell'impero, ma si pensa che la zona non venne toccata dalle grosse invasioni barbariche provenienti da nord, al contrario di altre zone italiane.
In epoca longobarda fu una curtis regia: un documento del 929 la descrive infatti come centro fortificato dotato di un castello. La pieve di Cannobio comprendeva anche la Valle Cannobina, Brissago e parte della sponda orientale del lago fino alla Val Veddasca venne donata all'ad bbazia di San Pietro a Breme, come citato nel Chronicon Novalicense, da un certo conte Sansone che decise di abbracciare la vita monastica.
L'età medievale fu senza dubbio molto prospera, specie dal punto di vista manifatturiero e commerciale, secondo lo storico cannobiese Giovanno Francesco del Sasso Carmine (XVII secolo) Cannobio godeva nel XIII secolo di statuti propri, nel 1207 Cannobio ebbe il titolo di "Borgo". Al 1281 risale la fondazione dell'ospedale, vivace era la vita commerciale del porto.
Nel 1342 Cannobio e la valle si sottomisero all'autorità dei Visconti, questo a causa delle continue minacce provenienti dai Locarnesi a settentrione. In seguito al periodo di lotte intestine dopo la morte di Gian Galeazzo Visconti presero il potere a Cannobio i fratelli Mazzarditi, la torre campanaria divenne prigione dei loro oppositori ed eressero e stabilirono la loro roccaforte sulle isole prospicienti Cannero (Castelli di Cannero), sconfitti nel 1414 da Filippo Maria Visconti questi infeudò il territorio di Cannobio ai Borromeo.
Il periodo tardo-medievale fu caratterizzato dallo storico legame con la città di Milano, anche nell'ambito diocesano ed ecclesiastico: in virtù di questo legame Cannobio e alcuni comuni limitrofi utilizzavano e utilizzano tuttora il rito ambrosiano per le funzioni liturgiche, al contrario degli altri centri della sponda piemontese del lago, da sempre legati al rito romano.
In seguito al trattato di Worms Cannobio seguì il destino delle valli circostanti e venne ceduta nel 1748 dagli austriaci ai Savoia. Nel 1817 venne decretato il passaggio di Cannobio e degli altri comuni dell'alto Verbano dall'arcidiocesi di Milano alla diocesi di Novara, mantenendo comunque il rito ambrosiano.
Questa decisione portò, negli anni successivi, a qualche attrito con alcuni vescovi della cattedra gaudenziana, propensi a eliminare il rito ambrosiano in sostituzione di quello romano. Il più accanito sostenitore di questo cambiamento fu il cardinale, vescovo di Novara, Giuseppe Morozzo Della Rocca, che cambiò idea solamente durante una visita pastorale a Cannobio nel 1824, essendosi reso conto della ferma volontà della popolazione locale di non voler assolutamente accettare il cambiamento di rito.
Per tutto il periodo delle guerre di indipendenza (1818-1860), Cannobio fece parte del Piemonte sabaudo e fu importante centro di confine (la sponda orientale del lago era austriaca); i cannobiesi ricordano con orgoglio la celebre difesa contro un attacco austriaco via lago, che venne respinto, la notte del 27-28 maggio 1859.
La fine del XIX secolo è stata caratterizzata dall'introduzione di numerose industrie, ormai scomparse, che hanno caratterizzato la storia del paese: setificio, concerie, cartiera, ecc. Durante le due guerre mondiali, Cannobio inviò molti suoi uomini come soldati al fronte, e parecchi di loro non tornarono più. Di recente è stato realizzato un Parco della Memoria (in una posizione poco frequentata) con lapidi e monumenti che ricordano i caduti cannobiesi delle due guerre, spostando il monumento storico ai caduti, in origine posto al centro del lungolago.
Il dopoguerra è stato caratterizzato da una forte immigrazione di persone che provenivano dal sud Italia, dalla Sardegna e dal Veneto dovuto alla vicinanza del borgo con la Svizzera che garantiva diverse prospettive di lavoro; già allora infatti, le industrie locali erano in crisi e finirono per essere chiuse nel giro di un trentennio (l'ultima, la SA Ossidi Metallici, nel 1989).
L'economia del paese si basa soprattutto sul turismo estivo proveniente dalla Germania, dalla Svizzera, dai Paesi Bassi e dalla Francia e sugli spostamenti dei lavoratori frontalieri.

### Simboli
Lo stemma è stato riconosciuto con decreto del capo del governo del 26 ottobre 1928.
Lo stemma è costituito da uno scudo con croce rossa in campo bianco. Viene altresì richiamato il simbolo di origine di Cannobio, il canneto, con l'inserimento di rami di canna disposti nei quattro spazi intorno alla croce.
Il gonfalone, concesso con DPR del 2 maggio 1963, è un drappo partito di bianco e di rosso riccamente ornato di decori dorati. I colori bianco e rosso sono stati concessi nel sec. XIII da Ottone Visconti al borgo a seguito dell’aiuto ricevuto dai 
cannobiesi nel 1276.

## Monumenti e luoghi d'interesse
Il lungolago di Cannobio ha caratteristiche uniche rispetto agli altri comuni rivieraschi, è infatti caratterizzato dalla presenza di un fronte di edifici, nella parte centrale che fronteggia il porto, con facciate cinque/seicentesche con porticati.

### Architetture religiose

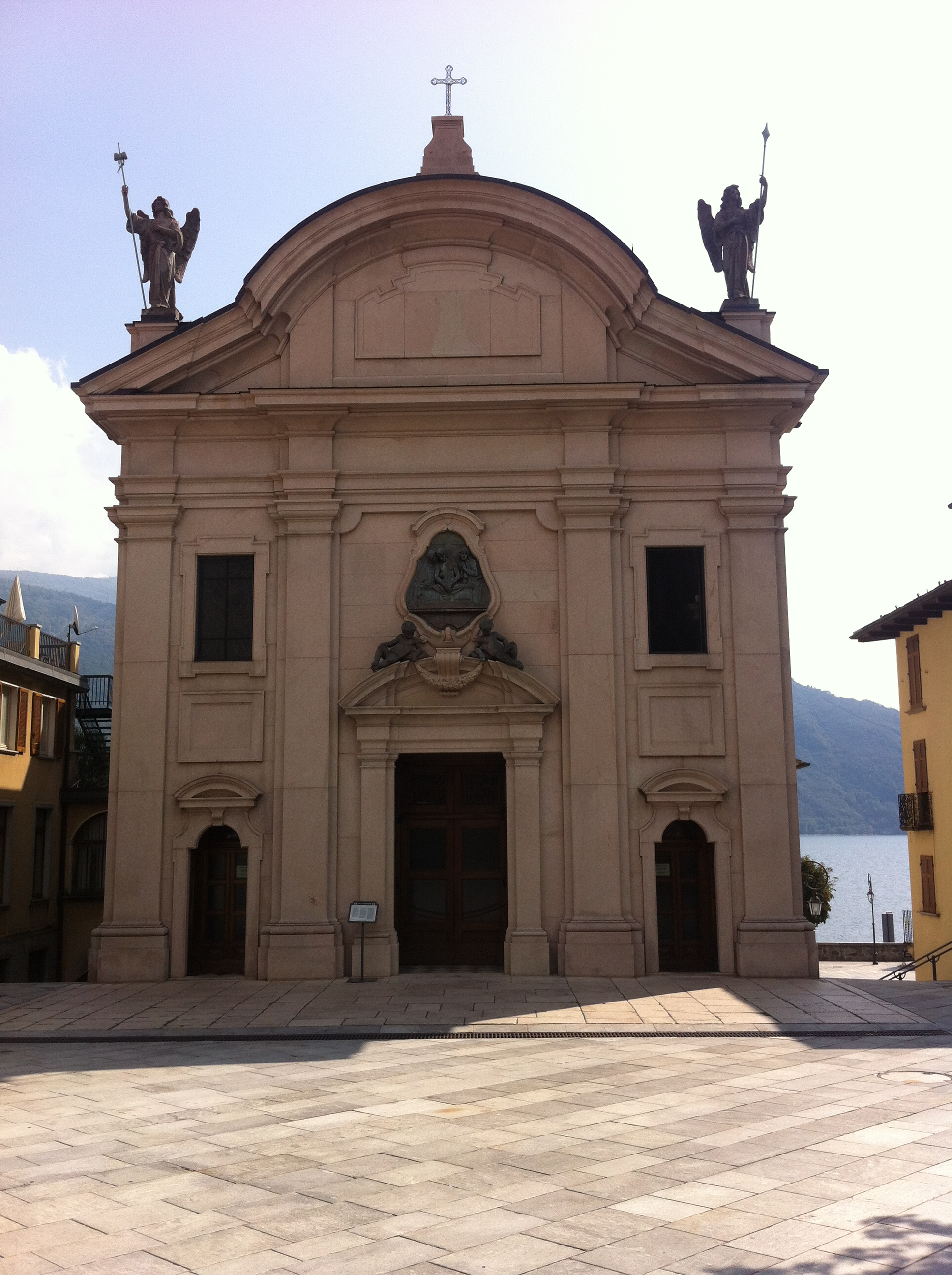
Il santuario del miracolo della SS. Pietà di Cannobio.

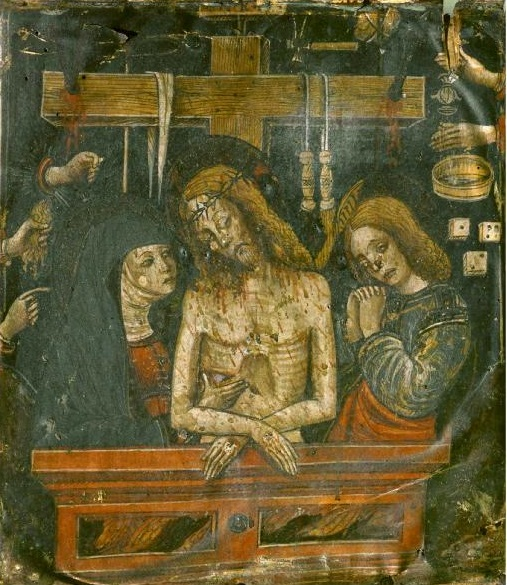
L'immagine custodita nel Santuario della Santissima Pietà

- Il Santuario della Santissima Pietà,[12] fu ricostruito da san Carlo Borromeo nel 1583 da un disegno di Pellegrino Tibaldi. La realizzazione fu effettuata da maestranze locali sotto la direzione dei fratelli Giovanni e Pietro Beretta di Brissago, che rividero il disegno originale. Dal 1575 al 1614, con il solo sostegno finanziario di borghigiani e devoti, si lavorò per l'edificazione della struttura, che poi lungo il 1600 fu arricchita di stucchi, affreschi e tele, fino a raggiungere lo splendore di oggi.

La facciata è opera di un rifacimento del 1909 e vi spicca un bronzo, opera di Giulio Branca, che riproduce un dipinto su pergamena raffigurante una Pietà, con Cristo tra Maria e Giovanni Evangelista, che si trova all'interno di una nicchia dell'altare maggiore. Nei giorni 8, 9, 10 e 28 gennaio 1522 e poi nei successivi 4 e 27 febbraio, la pergamena avrebbe sanguinato: dalle ferite di Gesù sarebbero uscite gocce di sangue, mentre il 9 gennaio una costola sanguinante, proporzionata al Cristo del dipinto, sarebbe caduta e, raccolta, si trova oggi in un reliquiario custodito nel santuario, mentre i panni macchiati dal sangue sono rinchiusi nell'urna posta sotto la mensa dell'altare maggiore. L'interno è composto da una sola navata con una sfarzosa decorazione barocca. Sopra l'altare è posta una pregevole pala di Gaudenzio Ferrari intitolata Salita al Calvario. Vi sono altri dipinti di scuola piemontese del Seicento e dell'Ottocento.

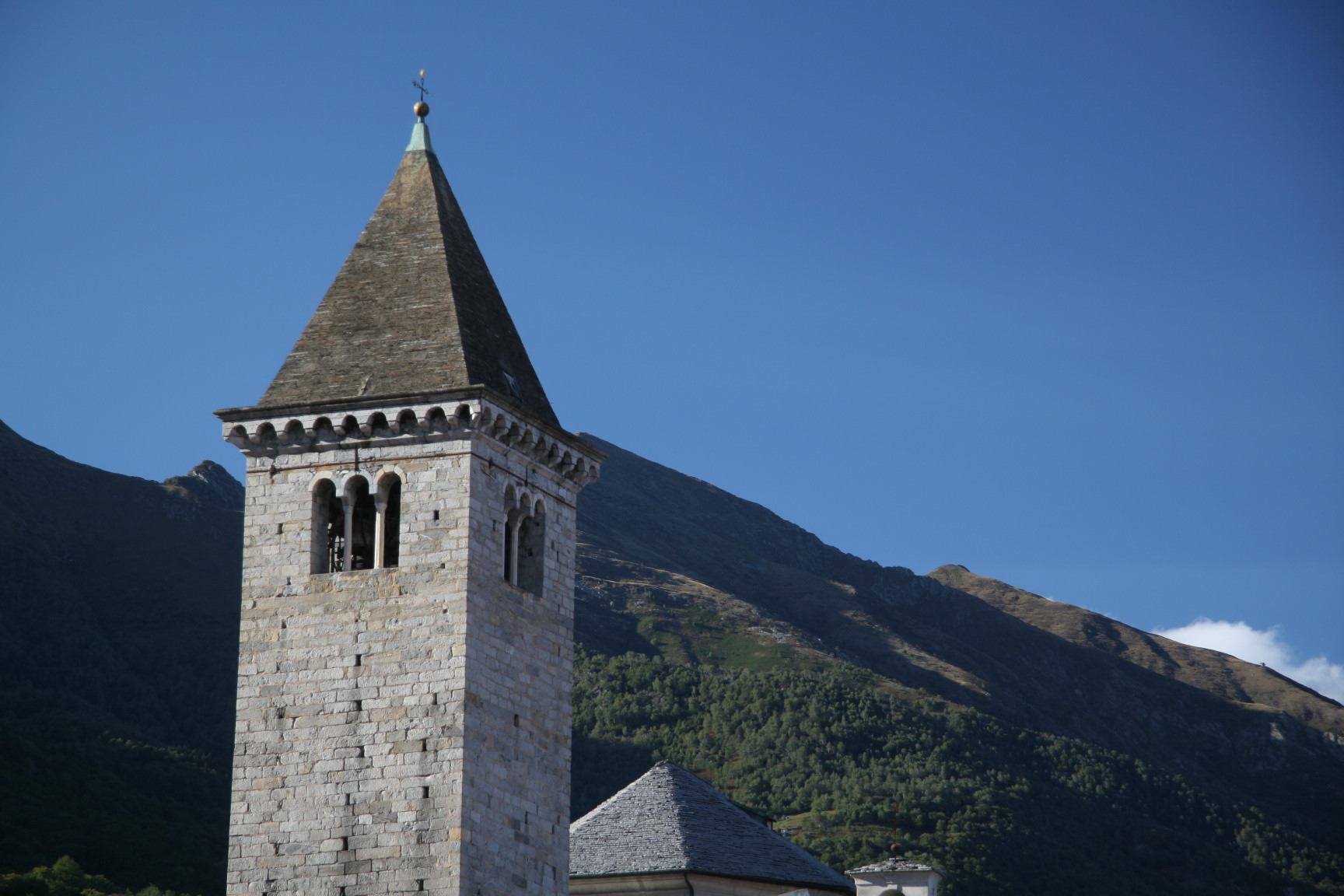
Campanile della Chiesa di San Vittore.

- La collegiata di San Vittore, rifacimento settecentesco di un'antichissima chiesa. La facciata però è stata ultimata solo nel 1842 così come l'altare maggiore. Notevole e imponente l'interno a navata unica sulla quale si affacciano numerose cappelle, nella prima a destra dell'ingresso è presente un crocifisso in legno risalente al XVI secolo, nella cosiddetta cappella dei morti si trovano due trittici quattrocenteschi provenienti dalla Chiesa di San Gottardo a Carmine. In controfacciata degno di nota l'organo costruito dal varesino Luigi Maroni Biroldi nel 1837.[16]
- L'oratorio di Santa Marta, costruzione del 1581, avente una facciata preceduta da un pronao. All'interno un ricco altare maggiore in legno dorato e una Madonna con Bambino attribuito a Camillo Procaccini.[17]
- Chiesa di Sant'Ambrogio, risalente al 925 e dunque la più antica del borgo. Si presenta a pianta ottagonale ed era collegata al vicino convento dei Cappuccini.[18]
- Chiesa di Santa Giustina, annessa all'ex monastero delle Orsoline, oggi in mano a privati. La prima citazione risale al  1160.[19]

### Architetture civili
- Il Palazzo della Ragione, detto Parasi edificato nel 1291 dal podestà Ugolino Mandello poi modificato nel corso del Seicento. È costituito da blocchi squadrati granito che formano un portico terreno con cinque pilastri reggenti le volte a botte. Sotto il portico sono collocati stemmi, lapidi e rilievi trecenteschi e due tombe romane.
- Sul lato destro del palazzo si erge la Torre Comunale di costruzione romanica del XII secolo. È costruita in pietra viva ed è in realtà il campanile dell'antica chiesa di San Vittore.

### Architetture militari
- La Rocca Vitaliana, conosciuta come "castelli di Cannero". Isolotti rocciosi che emergono dalle acque del lago, sui quali sono visibili i ruderi di antiche fortificazioni. La loro costruzione risale fra il XI e il XII secolo.

- Castelli di Cannero tre isolotti rocciosi situati nel lago Maggiore di fronte a Cannero Riviera, ma nel territorio comunale di Cannobio, su due dei quali si trovano delle rovine di antiche fortificazioni.

- Il Leone, opera dello scultore Giulio Branca, monumento affacciato sul lago all'entrata sud della città. Fu eretto nel 1889 a ricordo della difesa di Cannobio del 1859, contro un attacco austriaco proveniente dal lago.

## Società

### Evoluzione demografica
Abitanti censiti

## Geografia antropica
Nel comune sono presenti le seguenti frazioni:
- Campeglio. Vi si trova il piccolo oratorio di San Giuseppe di origine settecentesca.[21]
- Carmine Superiore e Inferiore. Si tratta di un piccolo borgo medievale posto all'estremità meridionale del territorio di Cannobio, nato per difendere la principale via d'accesso alla città. La chiesa romanica di San Gottardo si appoggia su un balcone panoramico rivolto verso il lago[22]. Di più recente origine è il nucleo di Carmine inferiore, sviluppato lungo la statale.
- Cinzago. Piccolo nucleo posizionato a mezza costa. All'ingresso del paese si trova l'oratorio dell’Immacolata con un caratteristico campanile a pianta triangolare.[23]
- Ronco. Raggiungibile solo a piedi, ha mantenuto il suo carattere tradizionale. Vi si trova il seicentesco oratorio di San Sebastiano.[24]
- San Bartolomeo Valmara. Ultima frazione prima del confine di Stato, fino al 1928 è stato un comune autonomo. La chiesa parrocchiale è dedicata alla Vergine Annunziata a San Bartolomeo[25]. Dalla parrocchiale si inerpica una Via Matris Dolorosae che culmina con l'oratorio “ai Chioselli”[26].
- Sant'Agata sopra Cannobio. Situata sul versante orientale del monte Giove è una delle più grandi frazioni di Cannobio e fino al 1928 è stato un comune autonomo. La parrocchiale di Sant’Agata ha origini trecentesche[27].
- Socraggio. Primo insediamento che si incontra lungo il versante meridionale della Val Cannobina, è una delle frazioni più lontane dal capoluogo ed in origine era un alpeggio dei Canonici di Cannobio. Al centro del paese si trova la chiesa di San Giacomo[28].
- Socragno. Vi si trova l'oratorio di Santa Lucia di origini seicentesche[29].
- Traffiume. È separata dal capoluogo dal torrente Cannobino ed è stata fino al 1928 un comune autonomo. La parrocchiale della Purificazione di Maria in stile barocco si colloca all'esterno dell'abitato[30]. Il caratteristico orrido di sant'Anna con l'omonima chiesa e il ponte pedonale medievale, Orrido di Sant'Anna ("dell’agostana"), è ancora oggi la porta di accesso alla Val Cannobina.

Inoltre sono presenti le seguenti località: Formine, Marchille, Piaggio Valmara e Pianoni.

## Infrastrutture e trasporti
Cannobio si trova su una direttrice di collegamento internazionale, la Strada statale 34 del Lago Maggiore che da Gravellona Toce (VB) arriva fino al Confine di Stato di Piaggio Valmara, dove si entra in Svizzera. Da Cannobio parte inoltre la Strada statale 631 di Valle Cannobina che porta nella valle omonima dalla quale si può raggiungere, tramite la Strada statale 337 della Val Vigezzo, la cosiddetta Valle dei pittori, il Santuario di Re e Domodossola.
Il comune è inoltre collegato con il resto del Lago Maggiore tramite linee di aliscafi e battelli che vengono spesso utilizzati per crociere estive verso la Svizzera (Locarno, Ascona) o verso il basso lago (Isole Borromee, Santa Caterina del Sasso, ecc.).

## Amministrazione

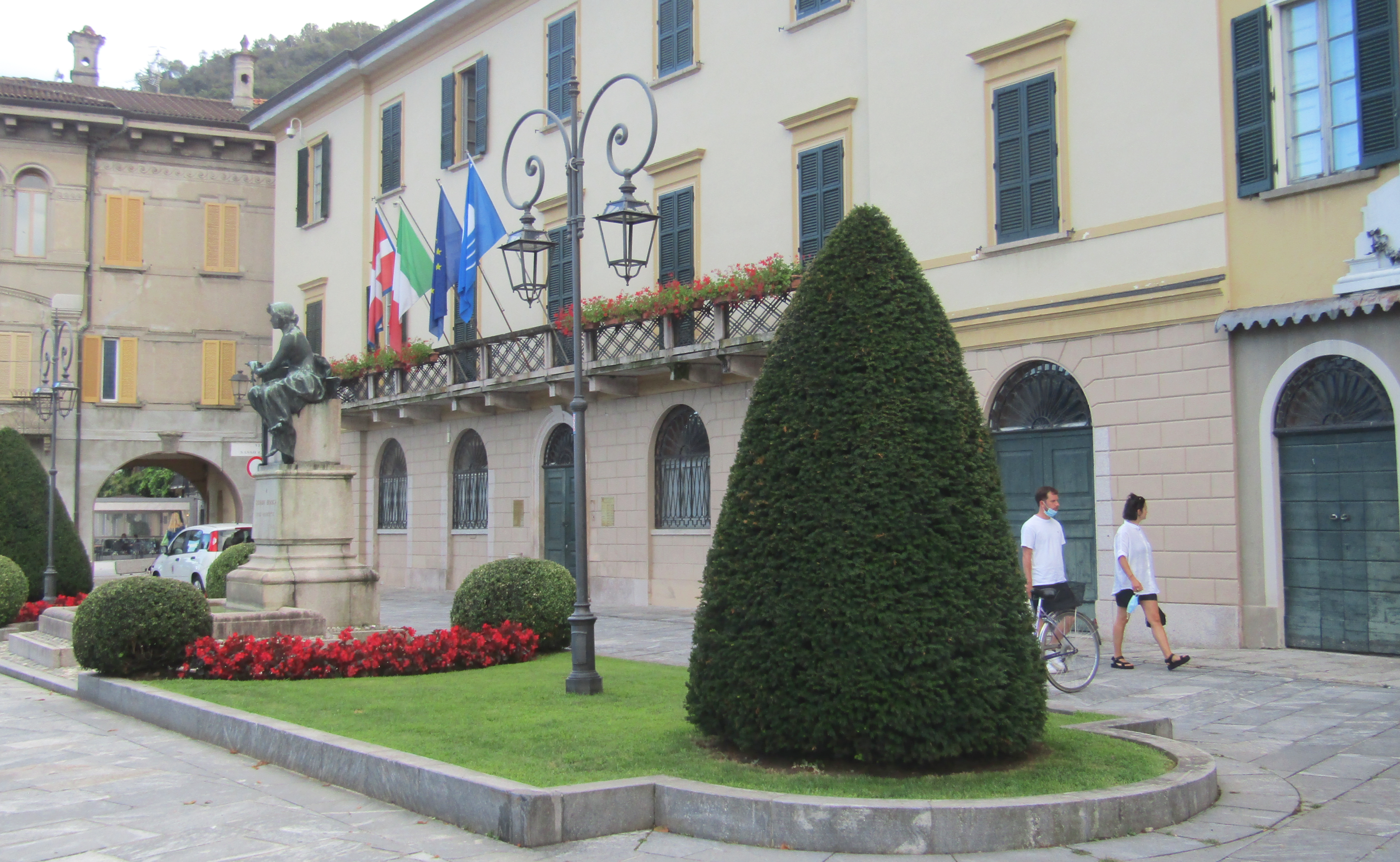
Il municipio

Di seguito è presentata una tabella relativa alle amministrazioni che si sono succedute in questo comune.
| Periodo        | Periodo        | Primo cittadino         | Partito                                  | Carica  | Note   |
| -------------- | -------------- | ----------------------- | ---------------------------------------- | ------- | ------ |
| 24 aprile 1995 | 14 giugno 1999 | Giuseppe Albertella     | centro                                   | Sindaco | [ 31 ] |
| 14 giugno 1999 | 14 giugno 2004 | Giuseppe Albertella     | lista civica                             | Sindaco | [ 31 ] |
| 28 giugno 2004 | 8 giugno 2009  | Antonello Viviano       | lista civica                             | Sindaco | [ 31 ] |
| 8 giugno 2009  | 26 maggio 2014 | Giandomenico Albertella | lista civica                             | Sindaco | [ 31 ] |
| 26 maggio 2014 | 27 maggio 2019 | Giandomenico Albertella | lista civica Il nostro paese             | Sindaco | [ 31 ] |
| 27 maggio 2019 | 10 giugno 2024 | Gianmaria Minazzi       | lista civica - Cannobio, Il nostro paese | Sindaco | [ 31 ] |
| 10 giugno 2024 | in carica      | Gianmaria Minazzi       | lista civica - Cannobio, Il nostro paese | Sindaco | [ 31 ] |

### Altre informazioni amministrative
Il comune fa parte dell'unione di comuni del Lago Maggiore.